# Lamparina (banda)
Lamparina é uma banda brasileira formada na cidade de Belo Horizonte em 2017. O grupo tem estilo variado, com referências do funk, forró, brega, maracatu, MPB, rock, pagode e samba.
Atualmente, é composta por  Marina Miglio (vocal), Cotô Delamarque (guitarra, sintetizador e vocal), Calvin Delamarque (baixo), Stênio Galgani (guitarra solo), Bino (percussão) e Thiago Groove (bateria). 
Entre os seus maiores sucessos estão "Não Me Entrego Pros Caretas", "Conversa Fiada" e "Pequim", sendo a última uma parceria com a banda baiana ÀTTØØXXÁ. 

## História

### Lamparina e a Primavera
A Banda foi fundada em 2017 pela fusão de duas bandas universitárias, Delamarque e a Lamparina e Hugo e a Primavera, pelos irmãos Cotô e Calvin Delamarque, além de Hugo Zschaber e Mariana Cavanellas, e então batizada com o nome Lamparina e a Primavera. Posteriormente, se juntaram à banda Breno Miranda e Francisco di Flora, complentando, assim, a primeira formação de 6 membros do grupo.
Com o passar do tempo, a banda sofreu algumas alterações em sua composição, com a saída da vocalista Mariana Cavanellas, do guitarrista Francisco di Flora, substituídos por Marina Miglio e Stenio Galgani, respectivamente.
Com a nova formação, a banda começou a fazer sucesso na cena local, fazendo apresentações em diversos lugares de Belo Horizonte conhecidos por apoiar bandas independentes. Em 2018 lançaram seu primeiro álbum, chamado Manda Dizer.

### Lamparina
Em 2021, a banda viralizou com o single "Não Me Entrego Pros Caretas", que ultrapassou mais de um milhão de reproduções no Spotify. Com o aumento do sucesso, o grupo tomou a decisão de simplificar o nome, reduzindo-o para apenas Lamparina em 2021.
No ano seguinte, o sucesso da Lamparina rendeu participações em festivais de música, como o Lollapalooza 2022 , Breve Festival e o CoMA 2022. O hit "Pochete" foi selecionado como tema do casal Pat (Paolla Oliveira) e Moa (Marcelo Serrado) da novela Cara e Coragem, produzida pela TV Globo.

## Discografia

### Álbuns de estúdio
| Álbum       | Detalhes                                                     |
| ----------- | ------------------------------------------------------------ |
| Manda Dizer | - Lançamento: 2018 - Formatos: download digital - Gravadora: |
| Zam Zam     | - Lançamento: 2021 - Formatos: download digital - Gravadora: |